# トゥースジェム

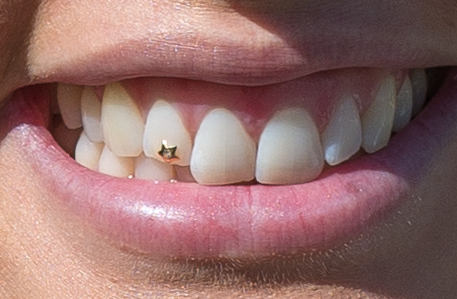
トゥースジェム

トゥースジェムは、人の歯のエナメル質に接着剤で貼り付ける宝石のことである。単一の宝石の場合もあれば、複数の宝石を組み合わせて配置される場合もある。それらは半永久的で、数ヶ月から数年持続する。時間が経つにつれて、不適切に装着された宝石と歯の間の接着が弱まる可能性があり、その結果、清掃できない隙間が生じ、細菌が蓄積し、最終的に虫歯につながることがある。トゥースジェムは表面が滑らかすぎるため、ラミネートベニアには装着できない。
 